# ناحیه ساندویچ، شهرستان دیکلب، ایلینوی
ناحیه ساندویچ (به انگلیسی: Sandwich Township) یک منطقهٔ مسکونی در ایالات متحده آمریکا است که در شهرستان دیکلب واقع شده‌است. ناحیه ساندویچ ۲۱۱ متر بالاتر از سطح دریا واقع شده‌است.